# Jacques Swaters

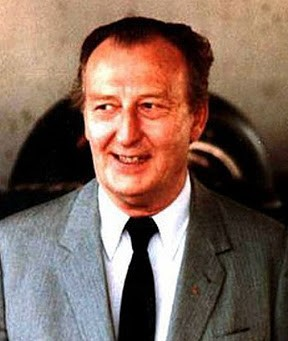
Jacques Swaters in 1980

Jacques Swaters (Brussel, 30 oktober 1926 - aldaar, 10 december 2010) was een Belgisch autocoureur, teambaas en zakenman.

## Geschiedenis
Swaters startte het racen in 1948 met een MG tijdens de 24 uur van Spa-Francorchamps.
In 1950 richtten Swaters, Paul Frère en André Pilette de Écurie Belgique op. Swaters reed met een door de Écurie ingeschreven gele Talbot Lago in twee Grand Prix': de Grand Prix Formule 1 van Duitsland en de Grand Prix Formule 1 van Italië in 1951.
In 1952 richtten Swaters en Charles de Tornaco de Écurie Francorchamps op. In 1952 tijdens een Formule 2 wedstrijd op de Avusring behaalde Swaters een overwinning. Later concentreerde Swaters zich op het langeafstandsracen met aanvankelijk Jaguars type C en D.
In 1957 stopte Swaters met het racen, maar werd hij teambaas van de Écurie Nationale Belge, een fusie tussen de Écurie  Francorchamps, Écurie Belgique en Johnny Claes' Écurie Belge. Belangrijke coureurs die uitkwamen voor het team waren o.a. Olivier Gendebien, Lucien Bianchi en Mauro Bianchi.
Het team was voornamelijk succesvol in de langeafstandsraces, hoewel men ook Emerysons met Maseratimotoren inschreef voor de Formule 1. Swaters bleek bij de aankoop van de Emeryson voor de gek gehouden te zijn en de auto's bleken pijnlijk langzaam. Slechts in 1960 wist het een Formule 1 wereldkampioenschapspunt te behalen.
Echter in de langeafstandsraces was de Écurie Francorchamps zeer succesvol, zo won het in 1965 de 24 uur van Le Mans. De Écurie zou tot 1982 auto's inschrijven, waarna Swaters zich op zijn Ferrari garagebedrijf richtte. Hij was een van de eerste Ferraridealers.
De laatste jaren van zijn leven was hij archivaris van de Jacques Swaters Foundation, die een Ferrarimuseum bestiert.